# Flauta de sauce

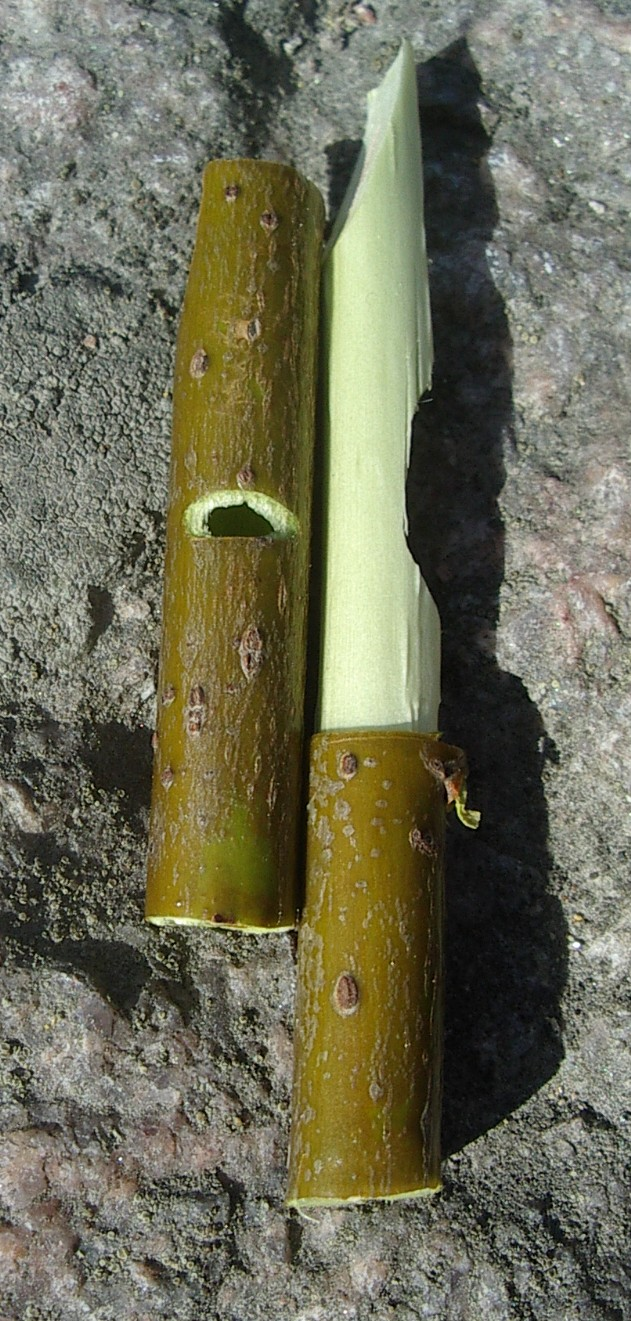
Una flauta de sauce.

La flauta de sauce , también conocida como flauta cetrina,(en noruego: seljefløyte, en sueco: sälgflöjt o sälgpipa, en finés: pitkähuilu o pajupilli) es una flauta tradicional nórdica , o silbato, que consiste de un tubo simple con una lengüeta transversal y sin agujeros para los dedos. La boquilla por lo general es un tapón ranurado introducido en un extremo del tubo, y cortando en el tubo una abertura longitudinal a corta distancia del tapón.

## Antecedentes
Instrumentos similares también fueron hechos por los campesinos en Polonia, por lo general utilizando un método diferente descrito en las fuentes como kręcenie" ( que hoy en día significa , literalmente, "rodado" , en ese momento , posiblemente, también "perforado" ) , "ukręcanie" , "ulinianie" (hoy en día significa literalmente : "la toma de mudadas" ). Tales instrumentos son mencionados en poemas populares y canciones.

## Características
La flauta de sauce es un tipo de flauta de armónicos. Se toca variando la fuerza del aire soplado en la boquilla , con el extremo del tubo cubierto por el dedo o dejado abierto. Los tonos producidos se basan en la serie armónica. Tocar el instrumento con el extremo del tubo cubierto produce una fundamental y sus armónicos, tocando con el extremo del tubo abierto produce otro fundamental y una serie de matices. 
Las modernas flautas de sauce se hacen principalmente de plástico (a menudo con tubo de PVC ), pero las originales fueron hechas de secciones de corteza de ramas de sauce verde. Sólo podían hacerse de esta manera durante la primavera, ya que se tornaban imposibles de tocar adecuadamente cuando la corteza se secaba.
La flauta de sauce moderna es utilizada por artistas como, El grupo Hedningarna y Anders Norudde de Suecia. Otros grupos escandinavos que utilizan el Seljefløyte en arreglos tradicionales incluyen Eivind Groven, Steinar Ofsdal, Groupa & Bask.
También hay una variante en Karelia de la flauta de sauce que se hace en Karelia finlandesa y la república rusa de Karelia. Se produce de la misma manera, pero en lugar de utilizar la corteza de sauce , se usa la de abedul. El grupo musical Carelia Folk Music Ensemble, de Petrozavodsk en la Karelia rusa, utiliza muy a menudo este instrumento en su música.